# Landouzy-la-Ville

Landouzy-la-Ville este o comună în departamentul Aisne din nordul Franței. În 1 ianuarie 2022 avea o populație de 514 de locuitori.